# Фалмут (Кентуккі)
Фалмут (англ. Falmouth) — місто (англ. city) в США, в окрузі Пендлтон штату Кентуккі. Населення — 2216 осіб (2020).

## Географія
Фалмут розташований за координатами 38°40′18″ пн. ш. 84°19′59″ зх. д. / 38.67167° пн. ш. 84.33306° зх. д. (38.671615, -84.332926).  За даними Бюро перепису населення США в 2010 році місто мало площу 2,75 км², з яких 2,73 км² — суходіл та 0,02 км² — водойми. В 2017 році площа становила 3,57 км², з яких 3,51 км² — суходіл та 0,05 км² — водойми.

## Демографія
Згідно з переписом 2010 року, у місті мешкало 2169 осіб у 875 домогосподарствах у складі 524 родин. Густота населення становила 790 осіб/км².  Було 1001 помешкання (364/км²).
Расовий склад населення:
| - 97,2 % — білих - 1,1 % — чорних або афроамериканців - 0,2 % — корінних американців |

До двох чи більше рас належало 1,2 %. Частка іспаномовних становила 1,2 % від усіх жителів.
За віковим діапазоном населення розподілялося таким чином: 26,7 % — особи молодші 18 років, 59,7 % — особи у віці 18—64 років, 13,6 % — особи у віці 65 років та старші. Медіана віку мешканця становила 36,0 року. На 100 осіб жіночої статі у місті припадало 93,1 чоловіків;  на 100 жінок у віці від 18 років та старших — 89,5 чоловіків також старших 18 років.
Середній дохід на одне домашнє господарство  становив 44 257 доларів США (медіана — 35 313), а середній дохід на одну сім'ю — 59 015 доларів (медіана — 55 259). Медіана доходів становила 41 083 долари для чоловіків та 26 887 доларів для жінок. За межею бідності перебувало 20,0 % осіб, у тому числі 30,4 % дітей у віці до 18 років та 16,7 % осіб у віці 65 років та старших.
Цивільне працевлаштоване населення становило 974 особи. Основні галузі зайнятості: виробництво — 20,8 %, роздрібна торгівля — 19,2 %, освіта, охорона здоров'я та соціальна допомога — 13,2 %, будівництво — 11,0 %.